# Yabir al-Kaabi
El jeque Yabir al-Kaabi (178~ - 1881) (en árabe: الشيخ جابر الکعبي) fue un jefe tribal de la tribu árabe de los Bani Kaab y jeque de la ciudad de Mohammere (hoy Jorramshahr) en el siglo XIX. Tuvo 2 hijos, Mazal Jan, quien lo sucedió como líder tribal, y Jazal Jan.
Líder de gran autoridad, tenía buenas relaciones con el rey Nasereddín Shah Kayar. Fue muy importante su papel en la defensa de Juzestán frente a las tentativas de invasión por parte de las tropas británicas y otomanas.